# Peder Olsen Walløe
Peder Olsen Walløe (1716-1793) fue un explorador noruego-danés del Ártico. Fue a Groenlandia como uno de los cinco colonos llamados por Hans Egede. Aprendió a hablar el idioma Kalaallisut y se estableció como comerciante con permiso para operar fuera de la colonia de Godthåb. En 1751-53, Walløe exploró las costas meridionales de Groenlandia, en nombre de la misión luterana danesa. El objetivo era localizar las pérdidas colonias orientales escandinavas. La expedición utilizó umiaks, un tipo de embarcación de los nativos capaz de navegar en las aguas poco profundas entre la costa y el mar de hielo. En los tiempos modernos, fue en el primer europeo que pasó el cabo Farewell y llegó a la costa oriental de Groenlandia. Después Walløe regresó a Dinamarca y nunca regresó a Groenlandia.